# IC 186/1
IC 186/1 је лентикуларна галаксија у сазвијежђу Кит која се налази на листи објеката дубоког неба у Индекс каталогу.
Деклинација објекта је - 1° 33' 12" а ректасцензија 2h 0m 23,9s. Привидна величина (магнитуда) објекта IC 186 износи 14,5 а фотографска магнитуда 15,3. IC 1861 је још познат и под ознакама IC 186A, MCG 0-6-20, CGCG 387-23, PGC 7599.